# ZX80

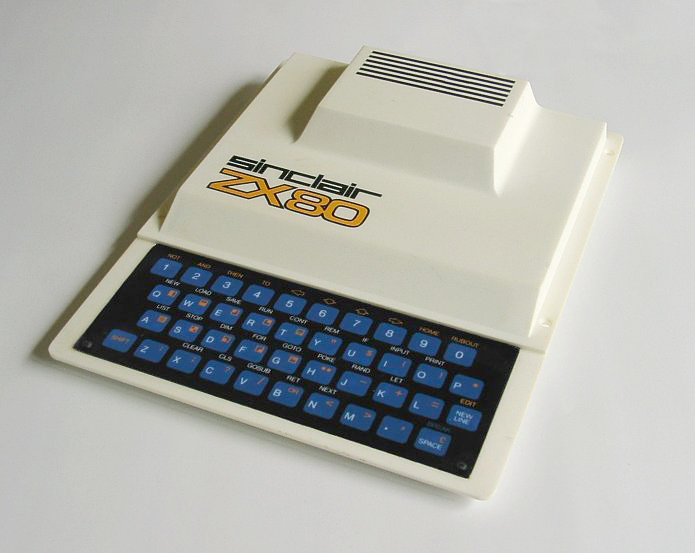
ZX80

싱클레어 ZX80(Sinclair ZX80)은 사이언스 오브 케임브리지(Science of Cambridge Ltd., 나중에 싱클레어 리서치로 더 잘 알려짐)에서 1980년 1월 29일에 출시한 가정용 컴퓨터이다. 이 컴퓨터는 영국에서 100파운드 미만의 가격으로 구입할 수 있는 최초의 컴퓨터 중 하나로 유명하다. 구매자가 함께 조립하고 납땜해야 하는 £79.95에 키트 형태로 제공되었으며, £99.95에 기성 버전으로 제공되었다.
ZX80은 £100 미만의 최초 개인용 컴퓨터로 광고되었으며 그 가치와 문서화 측면에서 칭찬을 받았다. 하지만 프로그램 실행 시 화면이 꺼지는 현상, 작은 RAM 크기, 키보드 디자인 등의 문제로 비판을 받았다. 곧바로 큰 인기를 얻었고 얼마 동안 두 버전의 기계 모두에 대해 몇 달의 대기자 명단이 있었다.